# Álora (Espagne)
Álora est une commune de la province de Malaga dans la communauté autonome d'Andalousie en Espagne. Elle est située au centre de la province, dans la comarque du Valle del Guadalhorce.
Son territoire communal s'étend sur 169,62 km². Il englobe un territoire dans lequel on trouve de grandes formations du relief de Málaga (petites collines occupées par des céréales, des oliviers et des chênes) et des vergers fruitiers et maraîchers qui couvrent le fond de la vallée.
Sa population atteint 13 336 habitants, d'après les recensements de l'INE de 2021.
L'histoire d'Álora remonte à la préhistoire au Hoyo del Conde, situé à un kilomètre de la commune. Son milieu naturel (chasse, eau, protection naturelle) favorisait son développement, jusqu'à ce que les Turdétans de Tartessos et les Phéniciens découvrent le potentiel commercial de la zone. On doit à ces derniers les fondations du château, qui fut ensuite fortifié par les Romains.
Les habitants de Álora sont appelés les "aloreños" ou les "perotes".

## Gentilé
Il existe de nombreuses versions de l'origine du terme "perote". La plus connu d'entre elles est le nom de Don Pero, le premier échevin de la ville après la Reconquista des Rois Catholiques.

## Géographie
Álora est située entre trois montagnes de la rive droite du fleuve Guadalhorce, dans la route ferroviaire entre Malaga et Séville (ou Cordoue et Grenade). Les tours de son château, autrefois des tours de guet du transport d'hommes et de marchandises, surplombent la commune.
Au nord de la Cordillera Antequerana (Cordillère d'Antequera) se trouve le  site naturel du Chorro, connu pour l'escalade et pour l'une de ses via ferrata, le Caminito Del Rey (nommé ainsi car il fut inauguré par le roi Alphonse XIII).
À l'ouest de son territoire se situe le complexe montagneux de la Serranía de Ronda, offrant une forêt de pins qui s'étend du fleuve Guadalhorce jusqu'à la route qui joint Álora et Carratraca.
À l'est, le paysage est composé de nombreuses petites collines peuplées de céréales, de quelques oliviers et de restes de vieux chênes, à l'image des paysages du couloir naturel qui traverse la province, de Periana à Álora, séparant ainsi les chaînes de montagnes de la Cordillera Antequerana des Montes de Málaga.
On peut aussi appeler Álora le "balcon du Guadalhorce", pour ses magnifiques paysages formés par des vergers fruitiers et maraîchers et d'orangers qui couvrent de vert le fond de la vallée, éclaboussée çà et là de maisons blanches.

## Histoire
Le climat favorable, la faune, les terres fertiles ont constitué d'excellentes conditions de vie à l'époque préhistorique. Les premiers habitants furent des chasseurs-cueilleurs utilisant le fleuve Guadalhorce comme moyen d'approvisionnement de matières premières pour fabriquer des outils. Leurs descendants pratiquèrent l'agriculture et l'élevage, utilisèrent des moulins pour moudre du blé de la céramique pour un usage domestique. De grandes découvertes ont révélé le travail du cuivre et du bronze dans la vallée.
Dans différents sites archéologiques de la commune, on trouve des restes préhistoriques d'ustensiles domestiques et de chasse, notamment au Hoyo del Conde ou au Peñon del Negro.
L'histoire d'Álora remonte à la préhistoire au Hoyo del Conde, situé à un kilomètre de la commune. Son milieu naturel (chasse, eau, protection naturelle) favorisait son développement, jusqu'à ce que les Turdétans de Tartessos et les Phéniciens découvrent le potentiel commercial de la zone. Les Phéniciens ont en effet fondé un grand nombre de colonies au large de la mer Méditerranée.
Les colons phéniciens ont fondé des établissements à l'embouchure du fleuve Guadalhorce, avec pour objectif l'exploitation des minerais, et ont ensuite tiré profit des ressources agricoles. Les échanges commerciaux entre les Phéniciens et les populations autochtones de la vallée furent ainsi bonnes, comme le montrent les nombreux bols, casseroles, marmites préhistoriques et verres trouvés dans la vallée. Lors de la chute de la culture phénicienne dans la province de Malaga, les populations locales se répartissent le territoire. les Ibères placent leur cité au Cerro de Las Torres, où ils trouvèrent d'excellentes conditions défensives pour contrôler les voies de pénétration du fleuve Guadalhorce.

## Démographie
| 1991   | 1996   | 2001   | 2002   | 2004   | 2005   |
| ------ | ------ | ------ | ------ | ------ | ------ |
| 13 168 | 12 862 | 12 363 | 12 538 | 12 838 | 13 252 |